# Talasani
 Talasani  là một xã ở tỉnh Haute-Corse trên đảo Corse, Pháp. Xã này có diện tích 10,09 kilômét vuông, dân số năm 1999 là 516 người. Khu vực này có độ cao trung bình 392 mét trên mực nước biển.